# Tobias Warschewski
Tobias Warschewski (* 6. Februar 1998 in Dortmund) ist ein deutscher Fußballspieler. Seit Anfang 2024 spielt der Stürmer für den Cavalry FC in der Canadian Premier League.

## Vereine

### Anfänge in Deutschland
Der in Dortmund geborene und aufgewachsene Warschewski begann mit dem Fußballspielen in der Jugendabteilung des Dorstfelder SC 09. Im Jahr 2008 wechselte er in die Jugend des TSC Eintracht Dortmund. Zur Saison 2015/16 ging er zur A-Jugend-Mannschaft von Preußen Münster. Dort unterschrieb er im Mai 2016 einen Profivertrag über zwei Jahre, obwohl ihm auch Angebote von Borussia Dortmund und Schalke 04 (jeweils für die zweite Mannschaft) vorlagen. Am ersten Spieltag der Saison 2016/17 gab Warschewski sein Debüt für die erste Mannschaft vom Preußen Münster in der 3. Liga, als er bei einer 0:1-Heimniederlage gegen den VfL Osnabrück in der 86. Spielminute eingewechselt wurde. In der Folgezeit stand Warschewski stets im Kader im Punktspielbetrieb und erzielte bei seiner dritten Einwechselung zur Halbzeit bei einem 2:2 im Spiel gegen den SV Wehen Wiesbaden am 11. Spieltag mit dem Treffer zum 1:1 sein erstes Profitor. Im September 2017 verlängerte er seine Vertragslaufzeit bei Preußen Münster vorzeitig bis zum Ende der Saison 2019/20. Nachdem der Stürmer in der Rückrunde der Saison 2018/19 nicht einmal mehr mit den Profis trainiert hatte, wurde der Vertrag im Frühjahr 2019 vorzeitig aufgelöst. Im Sommer 2020 schloss er sich dann dem Viertligisten 1. FC Phönix Lübeck an. Dort war er bis zum 19. Februar 2021 aktiv und erzielte in fünf Ligaspielen einen Treffer für den Verein aus der Regionalliga Nord.

### Wechsel nach Kanada
Ab der Saison 2021 spielte Warschewski für den FC Edmonton in der Canadian Premier League und erzielte dort vier Treffer in 26 Ligaspielen. Anschließend verpflichtete ihn der Ligarivale York United, gab ihn aber per Leihgeschäft wieder an Edmonton ab. Nach Vertragsende im Dezember 2022 verließ er Kanada ohne für York ein Pflichtspiel bestritten zu haben. Anschließend trainierte er in Deutschland für mehrere Wochen mit den Drittligaprofis von RW Essen, allerdings verzichtete der Verein auf eine Verpflichtung, da man auf der Mittelstürmerposition genügend Spieler im Kader hatte. Daraufhin blieb Warschewski im Kalenderjahr 2023 vereinslos. Am 16. Januar 2024 gab dann der Cavalry FC, wieder aus der Canadian Premier League, die Verpflichtung des Stürmers bekannt. In Calgary wurde Warschewski 2024 Torschützenkönig und Meister der Canadian Premier League.

## Nationalmannschaft
Im Frühjahr 2017 wurde Warschewski von Trainer Frank Kramer zu einem Lehrgang der deutschen U19-Nationalmannschaft eingeladen. Anschließend folgte eine Berufung für das EM-Qualifikationsspiel gegen Zypern am 23. März, welches mit 2:1 gewonnen wurde und Warschewski durch eine Einwechselung in der 70. Spielminute sein Länderspieldebüt einbrachte. Im folgenden Sommer absolvierte der Stürmer zwei Partien bei der U-19-Europameisterschaft in Georgien und erzielte dabei einen Treffer.

## Erfolge
- Meister der Canadian Premier League: 2024
- Torschützenkönig der Canadian Premier League: 2024